# 陽處父
陽處父（？—前621年），中國春秋時期晉國大夫，因封邑於陽地（今山西省太谷縣陽邑村），遂以陽為氏。晋国大夫狐偃的儿子贾季是晋文公的表弟，曾经随晋文公重耳流亡。后来，贾季担任中军帅，阳处父劝说晋襄公以赵盾为此职务，襄公易贾季以中军佐，贾季嫉恨。前621年，贾季派族人狐鞫居杀死阳处父。《左传》说：“晋杀其大夫，侵官也。”杜预注云：“君已命帅，处父易之，故曰‘侵官’”。

## 華而不實
處父出使衛國，途經甯邑，甯嬴愿意跟着他。甯嬴到达温邑后又回来了，他的妻子问他，甯嬴指出阳处父为人太过刚强且华而不实，自己因为害怕遭到祸害，因此离开他。